# Now He Sings, Now He Sobs
Now He Sings, Now He Sobs – druga płyta Chicka Corei wydana w marcu 1968 r. Płyta charakteryzuje się akustycznym jazzem, oraz mocnym brzmieniem każdego z instrumentów. Oryginalne wydanie płyty z 1968 r. zawierało jedynie pięć utworów. Do wersji CD, wydanej w roku 2002 przez wytwórnię Blue Note Records dodano aż 8 piosenek, zarejestrowanych w ciągu tej samej sesji nagraniowej.

## Spis utworów
| 1.  | "Steps - What Was"                    | 13:53   |
|     |                                       |         |
| 2.  | "Matrix"                              | 6:29    |
|     |                                       |         |
| 3.  | "Now He Sings, Now He Sobs"           | 7:05    |
|     |                                       |         |
| 4.  | "Now He Beats The Drum, Now He Stops" | 10:40   |
|     |                                       |         |
| 5.  | "The Law Of Falling And Catching Up"  | 2:28    |
|     |                                       |         |
| 6.  | "Samba Yantra"*                       | 2:41    |
|     |                                       |         |
| 7.  | "Bossa"*                              | 4:44    |
|     |                                       |         |
| 8.  | "I Don't Know"*                       | 2:43    |
|     |                                       |         |
| 9.  | "Fragments"*                          | 4:03    |
|     |                                       |         |
| 10. | "Windows"*                            | 3:12    |
|     |                                       |         |
| 11. | "Gemini"*                             | 4:23    |
|     |                                       |         |
| 12. | "Pannonica"*                          | 3:00    |
|     |                                       |         |
| 13. | "My One And Only Love"*               | 3:34    |
|     |                                       |         |
|     |                                       | 1:08:55 |
|     |                                       |         |
(* utwory wydane na reedycji z 2002 r.)

## Twórcy
- Chick Corea - fortepian,
- Miroslav Vitous - kontrabas,
- Roy Haynes - perkusja

## Produkcja
- Płyta nagrana 14, 19, 27 marca 1968 roku w Nowym Jorku
- Producent: Sonny Lester i Michael Cuscuna
- Kierownik nagrania: Don Hahn
- Korekty w nagraniach: Ron McMaster
- Kompozytor wszystkich nagrań: Chick Corea